# Jules Angst
Jules Angst (ur. 11 grudnia 1926 w Zurychu) – szwajcarski lekarz psychiatra, profesor emeritus Uniwersytetu Zuryskiego. Od 1969 do 1994 kierował kliniką psychiatrii Uniwersytetu w Zurychu. Autor ponad 900 prac naukowych, w tym ośmiu monografii. Zajmuje się przede wszystkim zaburzeniami depresyjnymi. Początkowo zainteresowany był psychoanalizą, pracę doktorską przygotował pod kierunkiem Manfreda Bleulera. W 1966 otrzymał Nagrodę Anna-Monika.